# Olgiet

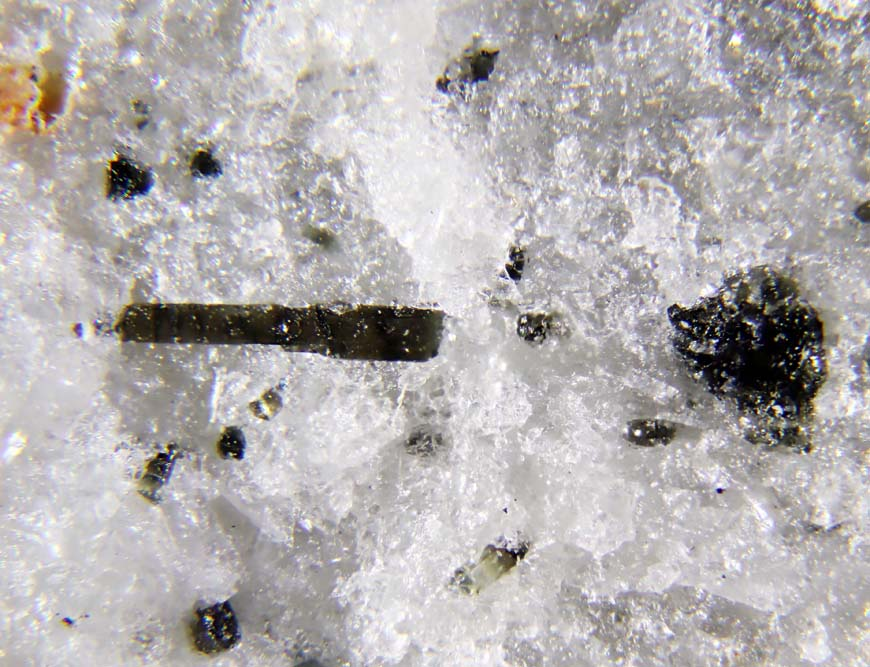
Donkergroene kristallen van olgiet

Het mineraal olgiet is een natrium-strontium-barium-fosfaat met de chemische formule Na(Sr,Ba)PO4.

## Eigenschappen
Het blauwe tot blauwgroene olgiet heeft een glasglans en een witte streepkleur. Het kristalstelsel is trigonaal. De gemiddelde dichtheid is 3,94 en de hardheid is 4,5. Olgiet is niet radioactief.

## Naamgeving
Olgiet is genoemd naar de Russische mineraloge Olga Anisimovne-Vorobiova (1902–1974).

## Voorkomen
Zoals veel strontiumhoudende mineralen, komt olgiet voornamelijk voor in pegmatieten, vaak met een nefelien samenstelling. De typelocatie is het massief van Lovozero op het schiereiland Kola, Rusland.